# Viaduct van Dolhain
Het viaduct van Dolhain is een spoorwegviaduct bij de kern Dolhain in de gemeente Limburg. Het viaduct overspant de vallei van de Vesder en de N61. Het viaduct is een deel van spoorlijn 37 en ligt tussen de tunnel van Vieille Foulerie en de tunnel van la Moutarde.
Het viaduct werd gebouwd in 1841-1843, bij de aanleg van de spoorlijn 37 in de vallei van de Vesder. Het viaduct is een boogbrug en volledig opgebouwd in metselwerk. Het bestaat uit twintig bogen met een opening van 10 meter. Elke pijler is 10,5 meter hoog. Het ganse viaduct is 200 meter lang en heeft een hoogte van 18 meter. Een van de pijlers staat in het midden van de N61.
Op 10 mei 1940 werd het viaduct beschadigd. In 2010 werd het viaduct gerenoveerd: er werden nieuwe bovenleidingsportalen en een nieuw voetpad met brugleuning geplaatst.
Het viaduct wordt soms ook wel Viaduct van Vieille Foulerie genoemd, naar de gelijknamige tunnel aan de westkant van het viaduct.